# Euagrus josephus
Espèce
Synonymes
- Euagrus empiricus Chamberlin, 1924
- Euagrus scepticus Chamberlin, 1924

Euagrus josephus est une espèce d'araignées mygalomorphes de la famille des Euagridae.

## Distribution
Cette espèce est endémique du Mexique. Elle se rencontre en Basse-Californie du Sud et dans le Sud de la Basse-Californie.

## Description
Lu mâle holotype mesure 12 mm.
La carapace du mâle holotype mesure 5,6 mm de long sur 4,3 mm.

## Étymologie
Cette espèce est nommée en l'honneur de Joseph Conrad Chamberlin.

## Publication originale
- Chamberlin, 1924 : The spider fauna of the shores and islands of the Gulf of California. Proceedings of the California Academy of Sciences, sér. 4, vol. 12, p. 561-694 (texte intégral).